# Liga Profesional Saudí 2017-18
La temporada 2017-18 fue la 43a edición de la Liga Profesional Saudí, la máxima categoría del fútbol en Arabia Saudita. La liga inició el 10 de agosto de 2017 y finalizó el 12 de abril de 2018.
La liga contó con catorce equipos: doce de la edición anterior y dos ascendidos de la Primera División Saudí 2016-17. El Al-Hilal partió como defensor del título.

## Equipos
Los clubes Al-Khaleej y Al-Wehda fueron relegados a la Primera División Saudí al ubicarse en las posiciones 13 y 14 de la temporada anterior. Ascendieron el Al-Feiha FC y el Ohod Club. El club de Al Majma'ah jugará por vez primera en la máxima categoría del fútbol saudí, mientras que el Ohod Club, radicado en Medina, no jugaba desde la temporada 2004-05, cuando la liga se disputada con 12 equipos. El Najran SC, ubicado en la tercera posición de la Primera División perdió la serie de promoción y permanencia con el Al Batin,y no pudo obtener el tercer cupo.

### Ciudades y estadios
Equipos ordenados alfabéticamente. En cursiva los ascendidos a la categoría.
| Equipo       | Ciudad         | Estadio                          | Aforo  |
| ------------ | -------------- | -------------------------------- | ------ |
| Al-Ahli      | Yeda           | C.D. Abdullah                    | 62.000 |
| Al-Batín     | Hafar Al-Batin | Al-Batin Club                    | 6.000  |
| Al-Ettifaq   | Dammam         | Príncipe Mohamed bin Fahd        | 21.701 |
| Al-Faisaly   | Harmah         | Al-Batin Club                    | 6.000  |
| Al-Fateh     | Al-Hasa        | Príncipe Abdullah bin Jalawi     | 27.550 |
| Al-Feiha     | Al Majma'ah    | Estadio Rey Abdullah SC          | 5.200  |
| Al-Hilal     | Riad           | Rey Fahd                         | 67.000 |
| Al-Ittihad   | Yeda           | C.D. Rey Abdullah                | 62.000 |
| Al Nassr     | Riad           | Rey Fahd                         | 67.000 |
| Al-Qadisiyah | Khobar         | Príncipe Abdullah bin Jalawi     | 11.000 |
| Al Raed      | Buraidá        | C.D. Rey Abdullah (Buraidá)      | 25.000 |
| Al-Shabab    | Riad           | Rey Fahd                         | 67.000 |
| Al Taawon    | Buraidá        | Estadio Rey Abdullah SC          | 25.000 |
| Ohod         | Medina         | Príncipe Mohammed bin Abdul Aziz | 24.000 |

### Personal y equipación
Nota: Las banderas indican el equipo nacional tal como se ha definido en las reglas de elegibilidad de la FIFA. Los jugadores pueden tener más de una nacionalidad.
| Equipo       | Entrenador          | Capitán           | Fabricante  | Patrocinador                                                                      |
| ------------ | ------------------- | ----------------- | ----------- | --------------------------------------------------------------------------------- |
| Al-Ahli      | Pablo Guede         | Taisir Al-Jassim  | Umbro       |                                                                                   |
| Al-Batin     | Quim Machado        | Naif Eisa         | Skillano    | Al-Fowzan, ProMan                                                                 |
| Al-Ettifaq   | Miodrag Ješić       | Ahmed Al-Kassar   | Kappa       | Al-Majdouie Hyundai                                                               |
| Al-Faisaly   | Vuk Rašović         | Omar Abdulaziz    | Joma        | ALDREES Petroleum and Transport Services Company Al Riyadh Travel & Tourism, Roco |
| Al-Fateh     | Fathi Al-Jabal      | Hamdan Al-Hamdan  | Romai       | Al-Majdouie Hyundai                                                               |
| Al-Fayha     | Constantin Gâlcă    | Abdullah Kanno    | Macron      |                                                                                   |
| Al-Hilal     | Ramón Díaz          | Yasser Al-Qahtani | Nike        | STC                                                                               |
| Al-Ittihad   | José Sierra         | Adnan Fallatah    | Joma        | Bridgestone                                                                       |
| Al-Nassr     | Ricardo Gomes       | Ibrahim Ghaleb    | New Balance | Mobily                                                                            |
| Al-Qadisiyah | Nacif Beyaoui       | Élton José        | Offside     | GREE                                                                              |
| Al-Raed      | Taoufik Rouabah     | Sultan Al-Sawadi  | Hattrick    | Hana                                                                              |
| Al-Shabab    | Sami Al-Jaber       | Ahmed Otaif       | Joma        |                                                                                   |
| Al-Taawoun   | José Gomes          | Essam El-Hadary   | Skillano    | Herfy                                                                             |
| Ohod         | Abdulwahab Al-Harbi | Abdoh Besisi      | ProIcon     | Rowifed Company                                                                   |

### Cambio de entrenadores
| Equipo     | Entrenador saliente   | Fecha de salida    | Modo de salida  | Pos.          | Entrenador       | Fecha de nombramiento |
| ---------- | --------------------- | ------------------ | --------------- | ------------- | ---------------- | --------------------- |
| Al-Nassr   | Patrice Carteron      | 5 de mayo de 2017  | Despedido       | Pre-temporada | Ricardo Gomes    | 14 de junio de 2017   |
| Al-Fayha   | Al Habeeb bin Ramadan | 10 de mayo de 2017 | Fin de contrato | Pre-temporada | Constantin Gâlcă | 20 de mayo de 2017    |
| Al-Raed    | Nacif Beyaoui         | 14 de mayo de 2017 | Renuncia        | Pre-temporada | Taoufik Rouabah  | 4 de junio de 2017    |
| Al-Batin   | Khalid Al-Koroni      | 17 de mayo de 2017 | Fin de contrato | Pre-temporada | Quim Machado     | 24 de mayo de 2017    |
| Al-Faisaly | Giovanni Solinas      | 30 de mayo de 2017 | Fin de contrato | Pre-temporada | Vuk Rašović      | 29 de mayo de 2017    |
| Al-Ahli    | Christian Gross       | 31 de mayo de 2017 | Renuncia        | Pre-temporada | Serhiy Rebrov    | 21 de junio de 2017   |

### Jugadores extranjeros
El número de jugadores extranjeros está limitando estrictamente a cuatro por equipo, incluyendo un cupo para un jugador de la AFC. Un equipo puede utilizar cuatro jugadores extranjeros en el campo durante cada juego, incluyendo al menos un jugador de algún país asiático.

## Tabla de posiciones
| Pos | Equipo       | J  | G  | E  | P  | GF | GC | Dif | Pts | Calificación o descenso          |
| --- | ------------ | -- | -- | -- | -- | -- | -- | --- | --- | -------------------------------- |
| 1.  | Al-Hilal     | 26 | 16 | 8  | 2  | 47 | 23 | +24 | 56  | Liga de Campeones                |
| 2.  | Al-Ahli      | 26 | 16 | 7  | 3  | 59 | 26 | +33 | 55  | Liga de Campeones                |
| 3.  | Al-Nassr     | 26 | 12 | 8  | 6  | 47 | 34 | +13 | 44  | Liga de Campeones                |
| 4.  | Al-Fateh     | 26 | 9  | 9  | 8  | 34 | 39 | -5  | 36  | Play-off: Liga de Campeones      |
| 5.  | Ettifaq FC   | 26 | 10 | 6  | 10 | 37 | 46 | -9  | 36  |                                  |
| 6.  | Al-Faisaly   | 26 | 9  | 8  | 9  | 39 | 33 | +6  | 35  |                                  |
| 7.  | Al-Tawwoun   | 26 | 9  | 7  | 10 | 43 | 36 | +7  | 34  |                                  |
| 8.  | Al-Feiha     | 26 | 8  | 10 | 8  | 36 | 40 | -4  | 34  |                                  |
| 9.  | Al-Ittihad   | 26 | 8  | 9  | 9  | 34 | 41 | -7  | 33  |                                  |
| 10. | Al-Shabab    | 26 | 8  | 7  | 11 | 36 | 36 | 0   | 31  |                                  |
| 11. | Al-Batin     | 26 | 8  | 7  | 11 | 35 | 46 | -11 | 31  |                                  |
| 12. | Al-Qadisiyah | 26 | 6  | 7  | 13 | 28 | 41 | -13 | 25  | Play-off: Primera División Saudí |
| 13. | Al-Raed      | 26 | 5  | 9  | 12 | 43 | 53 | -10 | 24  | Primera División Saudí           |
| 14. | Ohod Club    | 26 | 4  | 6  | 16 | 24 | 48 | -24 | 18  | Primera División Saudí           |

PJ = Partidos jugados; G = Partidos ganados; E = Partidos empatados; P = Partidos perdidos; GF = Goles anotados; GC = Goles recibidos; Dif = Diferencia de goles; Pts = Puntos.

(C) = Campeón. (D) = Descendido.

Fuenteː